# پوتسدام (روستا)، نیویورک
پوتسدام نام روستایی در بخش پوتسدام در شهرستان سنت لارنس در ایالت نیویورک در کشور ایالات متحده امریکا می باشد. در سرشماری سال ۲۰۱۰ جمعیت این روستا ۹۴۲۸ تن گزارش شده است. دانشگاه ایالتی نیویورک در پوتسدام و دانشگاه کلارکسون، در پوتسدام قرار دارند.

## نگارخانه

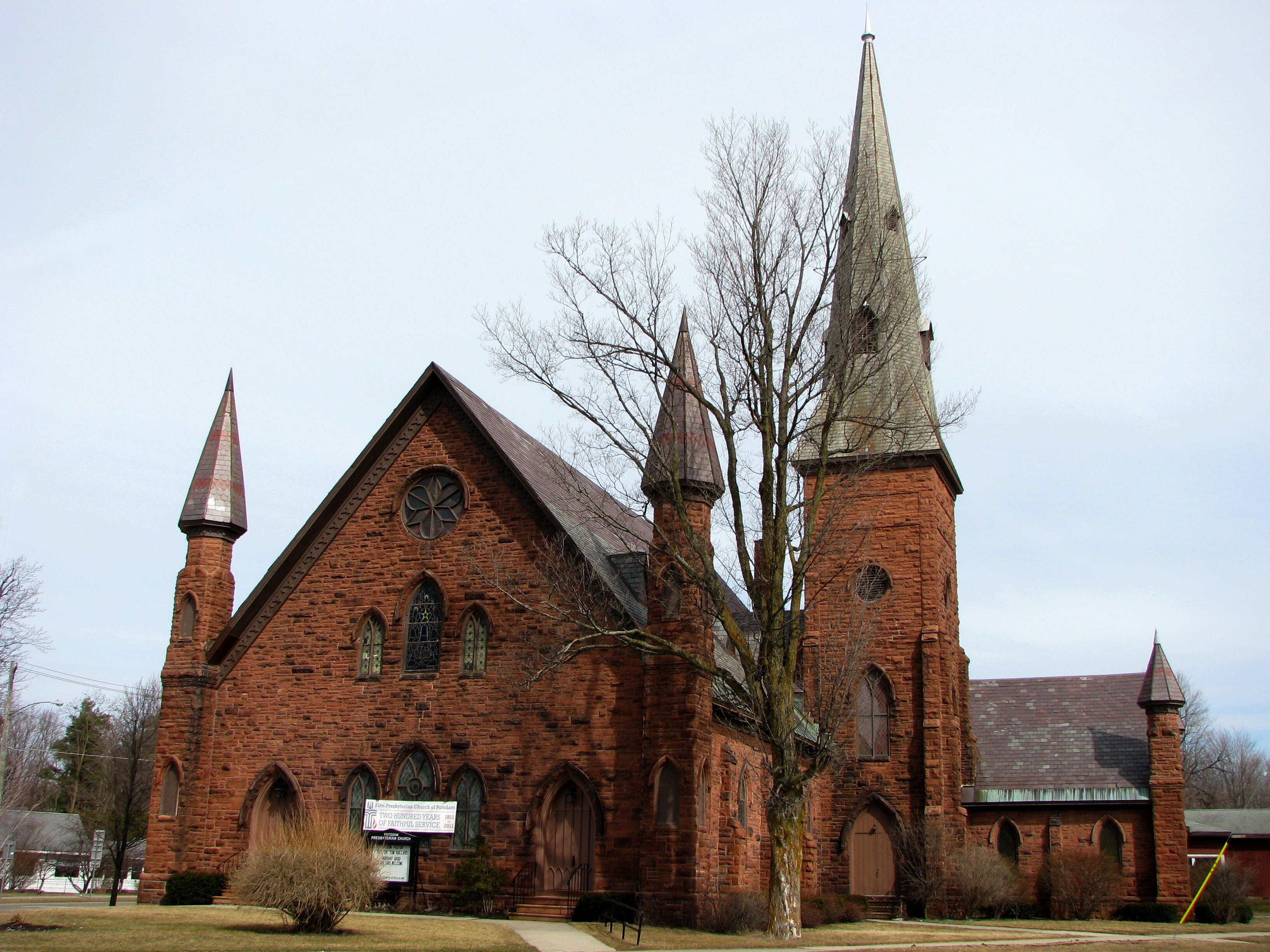
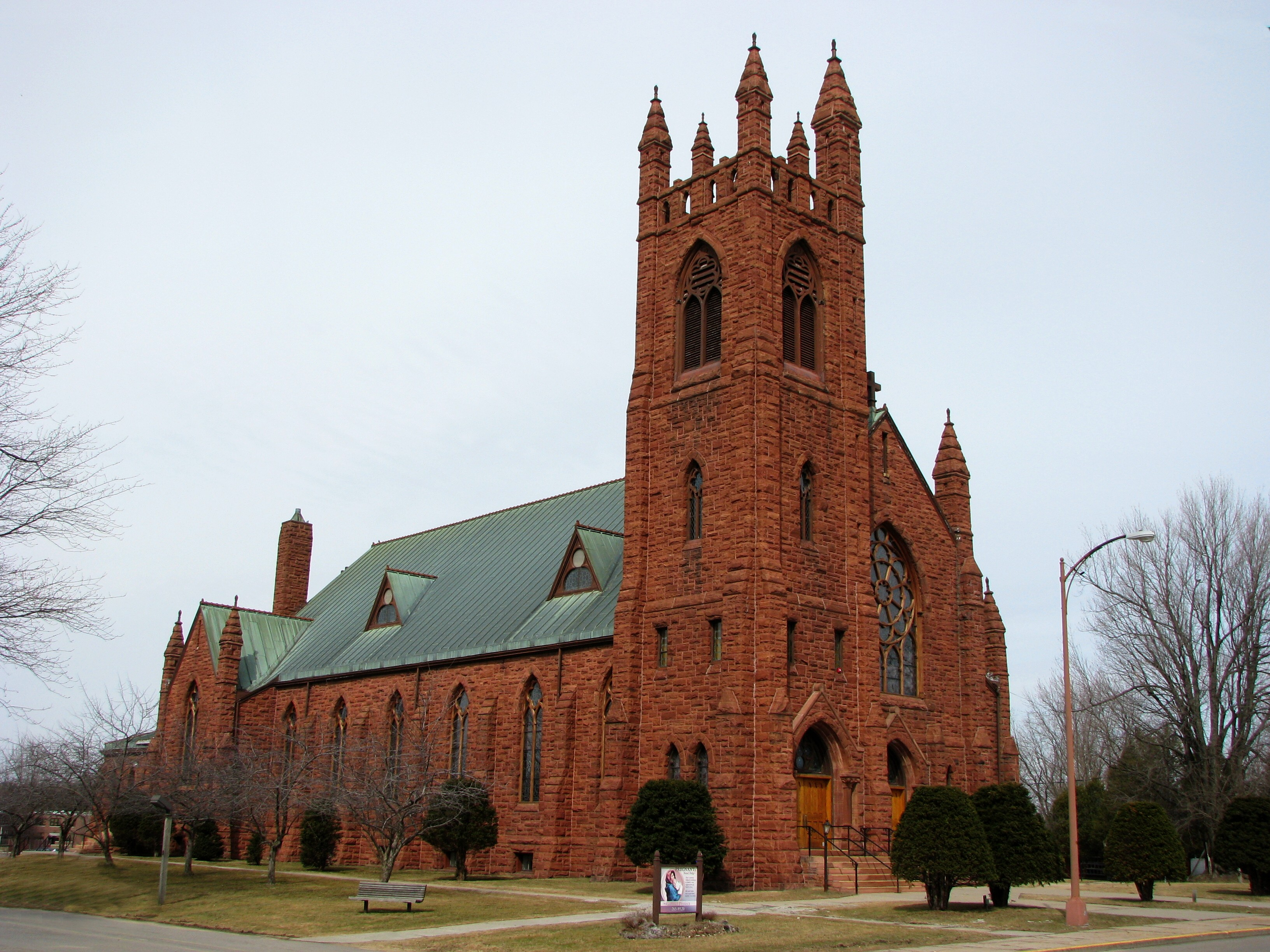
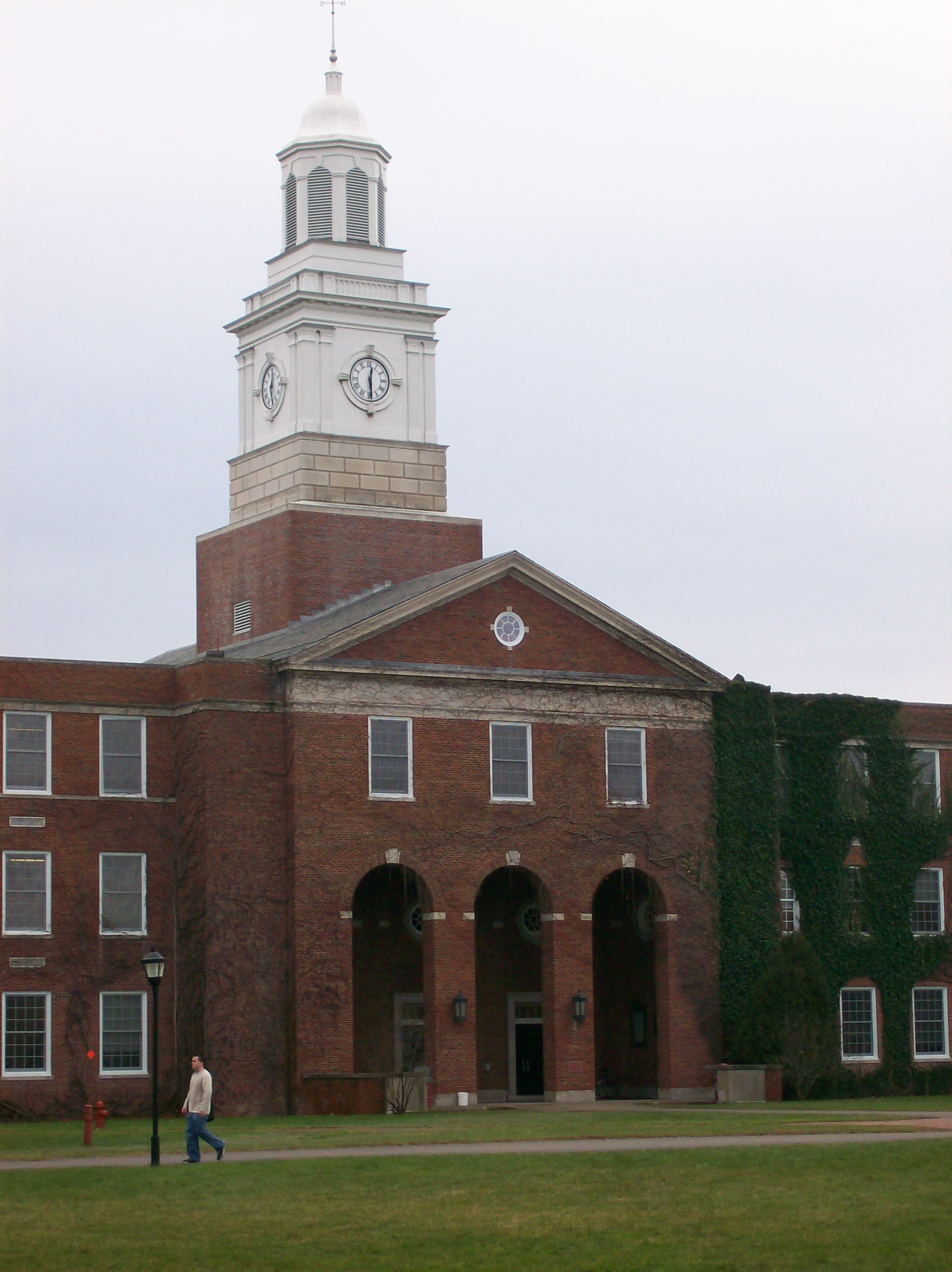